# Pile gallo-romaine de Saint-Pierre-de-Buzet
La pile gallo-romaine de Saint-Pierre-de-Buzet ou tour de Peyrelongue est un monument funéraire gallo-romain en pierre de type pile, situé à Saint-Pierre-de-Buzet dans le département français de Lot-et-Garonne.
La pile est inscrite comme monument historique en 1926.

## Localisation
Le monument se situe à environ 1 km au nord du chef-lieu communal de Saint-Pierre-de-Buzet, à une altitude d'environ 110 m, presque au sommet du coteau qui domine la rive gauche de la Garonne ; les distances sont exprimées à vol d'oiseau.

## Historique
La date de la construction de  cette pile romaine funéraire n'est pas attestée. Une étude a toutefois été entreprise sur les piles funéraires du Gers et a permis de les dater du Haut-Empire romain, sous la dynastie des Flaviens. Bien que située en Lot-et-Garonne, la tour de Peyrelongue pourrait remonter à la même période,.
Philippe Lauzun signale, en 1898, que des fouilles partielles ont eu lieu à l'initiative du curé de Saint-Pierre-de-Buzet, mais il n'en mentionne ni l'époque ni les résultats précis.
La tour de Peyrelongue fait l’objet d’une inscription au titre des monuments historiques par arrêté du 7 janvier 1926.

## Description
La pile se présente comme une tour sur plan carré, à structure pleine, dont les côtés sont orientés vers les quatre points cardinaux. Un parement en petit appareil cubique régulier enserre un noyau de moellons de taille irrégulière. Elle mesure 3,83 m de côté mais le socle sur lequel elle est assise est plus large d'une vingtaine de centimètres sur chaque face ; ce socle repose directement sur le rocher dans lequel il est ancré. La hauteur du monument est de 8,10 m, mais il ne s'agit certainement pas de sa taille initiale : sa partie supérieure est détruite et seules apparaissent encore les premières assises de la pyramide la couronnant.
Une niche est ménagée dans la face orientale de la pile. Située à 4,50 m du sol moderne, elle mesure 2,68 m de haut, 1,85 m de large et 1,70 m de profondeur ; elle est voûtée en cul-de-four.